# 張四成
張四成（1648年—1739年），回族，原籍四川，清初武術家丁發祥之徒。

## 生平
張四成曾任北京善撲營總教頭，因參與反清復明運動，雍正五年（1727年）事泄，遭朝廷追拿，易容改扮為僧人，逃出北京。因張四成為回教徒，不願著袈裟，被稱為「懶披裟和尚」。後躲藏於河北滄州孟村，因緣際會，傳八極拳於吳鐘，1936年所修《八極拳拳譜》訛傳為「癩」、「癖」二師。